# Steniscadia poliophaea
Steniscadia poliophaea är en fjärilsart som beskrevs av George Francis Hampson 1912. Steniscadia poliophaea ingår i släktet Steniscadia och familjen trågspinnare. Inga underarter finns listade i Catalogue of Life.